# Emma Hamilton
Pour les articles homonymes, voir Lady Hamilton (homonymie), Emma Hamilton (homonymie) et Hamilton.
Lady Hamilton, née Amy Lyon le 26 avril 1765 à Ness (en), près de Neston, dans le Cheshire (Angleterre, Grande-Bretagne) et morte le 16 janvier 1815  à Calais (France), est connue pour son destin exceptionnel, d'une enfance modeste à la bonne société britannique, puis aux fastes de la Cour de Naples.
Avant son mariage, elle préférait changer son nom, pour se faire appeler Emma Hart. Elle devient Lady par son mariage avec Sir William Hamilton, en 1791. De cette date jusqu'en 1800, elle tient le rang d'épouse d'ambassadeur britannique, à Naples.
Lady Hamilton est également connue pour avoir été la maîtresse du lord-amiral Nelson (alors qu'ils étaient tous deux mariés) et le modèle du peintre George Romney.
Lady Hamilton a inspiré le cinéma, avec divers films sur sa vie, dont le premier date de 1921.

## Biographie
Amy Lyon est la fille d'un forgeron, Henry Lyon, qui meurt alors qu'elle est âgée de deux mois. Sa mère, Mary Kidd, l'élève à Hawarden, mais sans éducation formelle.
À quinze ans, elle se rend à Londres où, d'abord grisette, elle finit par travailler dans une maison de prostitution. Sa beauté la fait remarquer par un baronnet qui la prend sous sa protection. Elle participe alors à des soirées polissonnes de l'aristocratie anglaise, au cours desquelles on la fait par exemple monter sur une table habillée de fourrure, prenant des poses lascives. Une rumeur prétend qu'elle aurait eu une fille avec sir Henry Fetherstonhaugh (en), Emma Carew, envoyée vivre avec sa grand-mère au pays de Galles où elle reste toute sa vie.
Elle fait alors la conquête de Charles Francis Greville, frère du deuxième comte de Warwick. Celui-ci, après lui avoir fait changer son nom en « Emma Hart », la présente au portraitiste George Romney, dont elle devient la muse pendant plus de dix ans, lui servant de modèle pour une cinquantaine de portraits, dans les costumes les plus divers : Cassandre, Circé, etc. C'est à son contact qu'elle apprend l'art de prendre des poses, lui donnant un air de beauté grecque. Art qui fait plus tard son succès, et donne naissance à l'expression « les attitudes d'Emma ».
Charles, comprenant rapidement tout le potentiel que cette jeune femme peut lui apporter en société, organise sa bonne éducation. Il lui fait ainsi suivre des cours de maintien, de chant, de langue anglaise soutenue. Emma est intelligente et apprend vite. Ses nombreuses lettres adressées à Greville montrent la progression rapide de son style. Emma est à cette époque passionnément amoureuse de Greville, comme en témoigne sa nombreuse correspondance enflammée. Cet homme l'a sortie de la misère, lui a donné une instruction et lui a fait une place dans la société. Toutefois, Greville ne partage pas ses sentiments. Les responsabilités familiales de Greville et ses nécessités financières le contraignant à un « bon » mariage, et il ne peut épouser Emma qui vient d'un milieu social trop modeste.
Bientôt, Emma est devenue une vraie femme du monde. Sa mère joue le rôle de gouvernante sous le nom de Mme Cadogan. L'oncle de Greville, le diplomate sir William Hamilton, ambassadeur d'Angleterre à la cour du roi de Naples, avait déjà fait la connaissance de Emma du temps où il était marié à sa première femme. Mais cet homme bronzé, mince, élancé, d'une grande culture, passionné par l'archéologie, était resté auprès de sa première épouse.
À la mort sans descendance de Lady Hamilton, première du nom, Greville a l'idée d'envoyer Emma à Naples, sous prétexte de parfaire son instruction culturelle, mais pour la pousser en réalité dans les bras de son oncle. Ayant obtenu l'assurance que Charles la rejoindrait dès qu'il le pourrait, Emma finit par partir.

### Épouse d'ambassadeur
Elle est alors reçue avec tous les honneurs par Sir William, qui a pris soin de lui aménager une aile somptueuse dans sa villa de Naples. Il lui fait une cour assidue, mais sans succès. Emma, dans ses lettres adressées à Charles, jure de ne jamais céder aux avances de l'ambassadeur, et s'offusque des réponses de Greville qui lui conseille le mariage. Elle l'épouse le 6 septembre 1791 à St George's Hanover Square (Londres), devenant lady Emma Hamilton.
Contre toute attente, ce mariage est très bien accueilli par le milieu diplomatique napolitain, puis par l'aristocratie anglaise. Sir William, ambassadeur, doit demander l'agrément de la reine pour ce mariage, et c'est l'occasion d'un voyage en Angleterre. Emma est accueillie en vraie lady, ce qui est pour elle un triomphe. Sur le chemin du retour vers Naples, le couple fait halte à Paris où il rencontre le roi Louis XVI et la reine Marie-Antoinette, qui sont alors en quasi-résidence surveillée aux Tuileries. La reine aurait confié à lady Hamilton une lettre destinée à la reine de Naples, sa sœur. C'est ainsi qu'elle devient une amie proche de Marie-Caroline d'Autriche, épouse de Ferdinand IV de Naples.
Elle mène alors la vie mondaine et luxueuse de l'épouse d'un ambassadeur, et fréquente assidûment la cour de Naples. Elle y fait la connaissance d'Horatio Nelson en 1793, qui vient chercher des renforts pour contrer les Français qui ont commencé à envahir l'Italie du Nord. Il revient à Naples cinq ans plus tard auréolé par son succès à Aboukir. Cependant, ses aventures l'ont prématurément vieilli : il a perdu un œil, un bras et la plupart de ses dents : Emma s'évanouit quand elle le voit. Elle l'héberge et le nourrit dans la maison de son mari, et organise une fête avec mille huit cents invités pour célébrer son quarantième anniversaire. Une liaison naît alors entre Lady Hamilton et son illustre convalescent. Leur relation semble avoir été tolérée et peut-être même encouragée par le vieux sir William, qui avait une grande admiration et un grand respect pour Nelson. À partir de 1799, le couple Hamilton et Nelson forment un ménage à trois. Cette relation fait toutefois scandale dans la bonne société anglaise.
Son époux quitte sa fonction à Naples en 1800. Sir William Hamilton et sa femme reviennent à Londres.

### Veuvage et vie de couple avec Lord Nelson

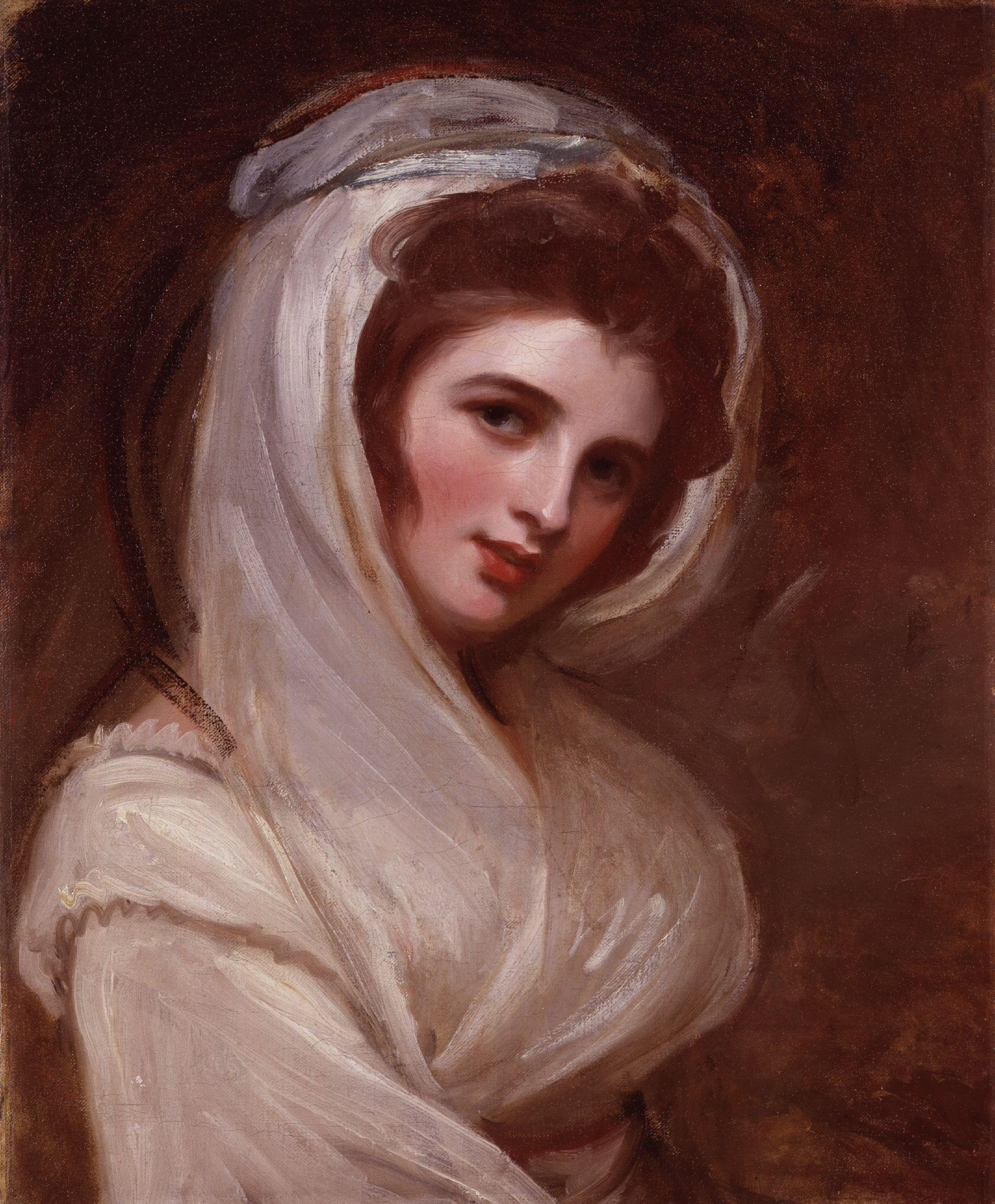
Portrait d'Emma, Lady Hamilton, par George Romney (1785).

Emma, enceinte, s'installe au domaine de la ferme Merton (en), dans le Surrey, offerte par son amant, Lord Nelson. Elle y donne naissance à Horatia Nelson le 3 janvier 1801. Sir William fait son possible pour ignorer l'accouchement et l'enfant, si bien qu'à son décès en 1803, son testament désigne son neveu Charles Greville comme son unique héritier.
Emma ne s'en inquiète guère, tout à son amour pour Horatio Nelson. Ce dernier, pressé par Fanny, sa femme, de choisir entre ces deux femmes, décide de vivre avec Emma dans la petite maison de Merton.

### Décès de Lord Nelson
Après la mort de Nelson en 1805 à la bataille de Trafalgar, Emma ne touche aucun héritage, le frère de Nelson s'étant arrangé pour détruire le codicille la favorisant. Si Fanny, la femme de Nelson, touche une partie de l'héritage et Horatia, qui passe alors pour une filleule d'Horatio, touche une somme modeste, c'est le frère d'Horatio qui est le légataire principal.

### Fin de vie difficile
Emma se fait passer à cette époque pour la gouvernante de sa fille et ne lui dit jamais qui est sa mère. Sans héritage ni fortune, continuant pourtant de mener grand train, contrainte de vendre au fur et à mesure ses tableaux, son argenterie, ses meubles précieux, Emma s'endette lourdement en dix ans. Alcoolique, bouffie, souffrant d'une cirrhose du foie, elle est harcelée par ses créanciers. Sa correspondance entretenue avec Nelson, dont on ne sait si elle fut volée ou vendue par ses soins, est finalement publiée et fait scandale. Elle s'enfuit alors à Calais et y meurt d'insuffisance hépatocellulaire en 1815. C'est monsieur Cadogan, dont le père médecin a eu à son service la mère d'Emma, qui paye les 28 livres et 10 shilling destinés à régler les frais d'enterrement. Son corps ne sera jamais rapatrié en Angleterre, comme elle en avait fait la demande[C'est-à-dire ?].

## Apparitions

### Dans la littérature
- Emma Hamilton, héroïne du roman Lady Hamilton ou Souvenirs d'une favorite (1865) d'Alexandre Dumas, figure également dans ses romans La San-Felice (1864) et Le Corricolo (1843)
- Elle apparaît dans un roman de Susan Sontag, L'Amant du Volcan, paru en 1992.

### Au cinéma
- 1918 : Nelson : The Story of England’s Immortal Naval Hero de Maurice Elvey avec Malvina Longfellow.
- 1919 : The Romance of Lady Hamilton de Bert Haldane avec Malvina Longfellow.
- 1921 : 
  - Lady Hamilton, film muet allemand de Richard Oswald avec Liane Haid dans le rôle-titre et Conrad Veidt dans celui de Nelson.
  - The Romance of Lady Hamilton de Bert Haldane avec Malvina Longfellow.
- 1926 : Nelson de Walter Summers avec Gertrude McCoy.
- 1929 : La Divine Lady de Frank Lloyd avec Corinne Griffith.
- 1941 : Lady Hamilton (That Hamilton Woman), film américain d'Alexander Korda avec Vivien Leigh dans le rôle-titre et Laurence Olivier dans celui de Nelson.
- 1942 : Luisa Sanfelice de Leo Menardi avec Hilde Sessak.
- 1953 : Les navires attaquent les bastions, film soviétique de Mikhail Romm avec Elena Kouzmina dans le rôle de Lady Hamilton.
- 1958 : Victory de Rex Tucker avec Margot Lister.
- 1961 : Fra Diavolo de Jean Kerchbron avec Yvonne Clech.
- 1968 : Les Amours de Lady Hamilton, film français de Christian-Jaque réalisé d'après le roman de Dumas avec Michèle Mercier dans le rôle-titre.
- 1965 :  Le Prétendant de Pierre Badel avec Françoise Fabian.
- 1973 : Bequest to the Nation de James Cellan Jones avec Glenda Jackson.
- 1979 : Porporino de Robert Bouvier avec Sibyl Hübner
- 2005 : Trafalgar Below Decks : Nelson’s War de William Cran, actrice non crédité.
- 2019 : Le Songe de Lady Hamilton d'Olivier Cheval avec Charlotte Bayer-Broc.

### Dans des émissions radio-télévisées
L'émission Secrets d'Histoire sur France 3 du 20 janvier 2020, intitulée Splendeur et déchéance de Lady Hamilton, lui est consacrée.
L'émission Franck Ferrand raconte sur Radio Classique du 26 avril 2021, intitulée Lady Hamilton, lui est consacrée.

## Pour approfondir